# Diya

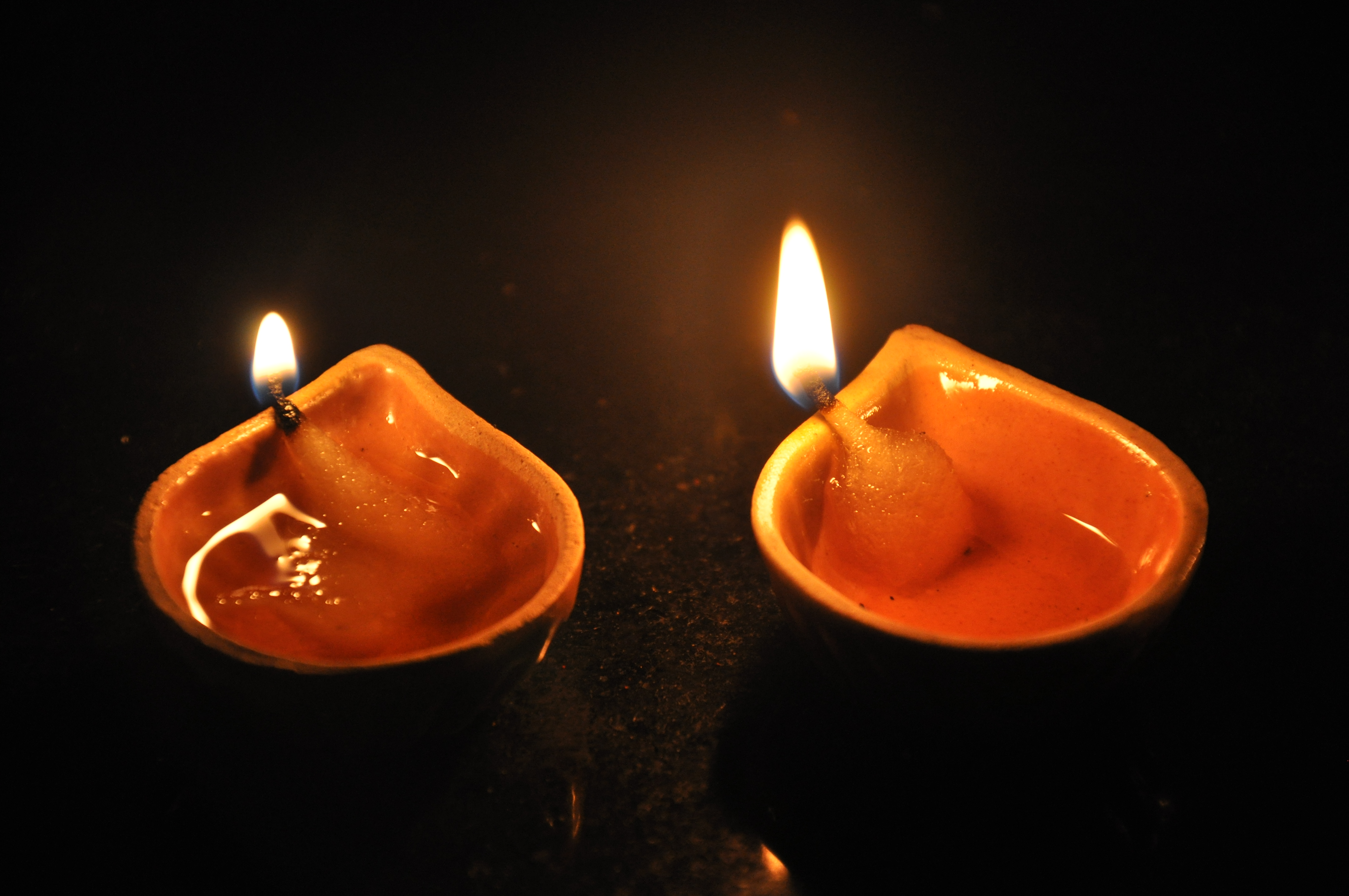
Diyalichtjes met ghee

Een diya, diyo, deya, divaa, deepa, deepam of deepak is een olielamp, meestal gemaakt van klei, met een katoenen lont gedoopt in ghee of plantaardige olie. Diya's komen voor op het Indisch subcontinent en worden vaak gebruikt bij religieuze festivals zoals diwali.